# Муравицький Юрій Адольфович
Юрій Адольфович Муравицький — радянський і український актор театру і кіно, театральний режисер і педагог. Заслужений артист УРСР (1982).

## Біографічні відомості
Працював у театрах Казані (РРФСР, 1970—1973), Мінська (1973—1975), Калінінградському театрі драми (1975—1978),  Тули (1979—1982) і Київському театрі російської драми ім. Лесі Українки (1982—1990).
З 1991 року — доцент кафедри режисури Київського національного університету культури і мистецтв.

## Фільмографія
- Блакитний патруль (1974)
- Повітроплавець (1975)
- Версія полковника Зоріна (1978)
- Козаки-розбійники (1979)
- Ярослав Мудрий[1] (1981) — Ярослав Мудрий
- Останній засіб королів[1] (1983) — адмірал Лоренс Палмер
- Канкан в Англійському парку (1984)
- Чехарда (1987)
- І завтра жити (1987)
- Собака, яка вміла співати (1991, Гаррі Дель Мар)
- Козаки йдуть (1991) — Пан професор, єзуїт
- Зірка шерифа (1991)
- Дорога на Січ (1994) — Гетьман Сагайдачний
- Атентат — Осіннє вбивство в Мюнхені (1995)
- Владика Андрей (2008) — Православний священик
- та ін.